# Trochodendraceae
Die Trochodendraceae sind die einzige Familie in der Ordnung der Trochodendrales. Es gibt nur zwei monotypische Gattungen und somit auch nur zwei Arten in dieser Familie.

## Beschreibung

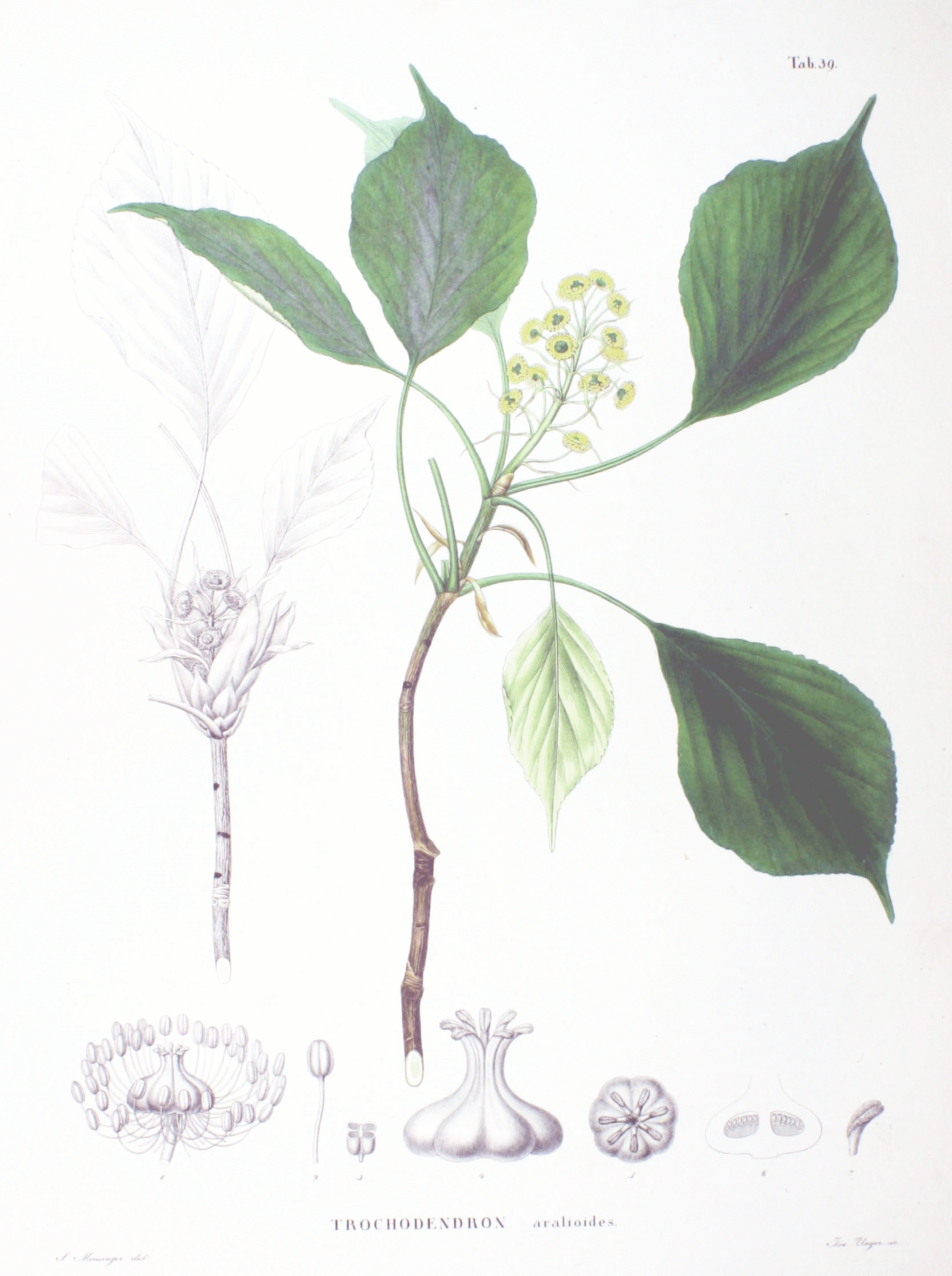
Illustration von Trochodendron aralioides

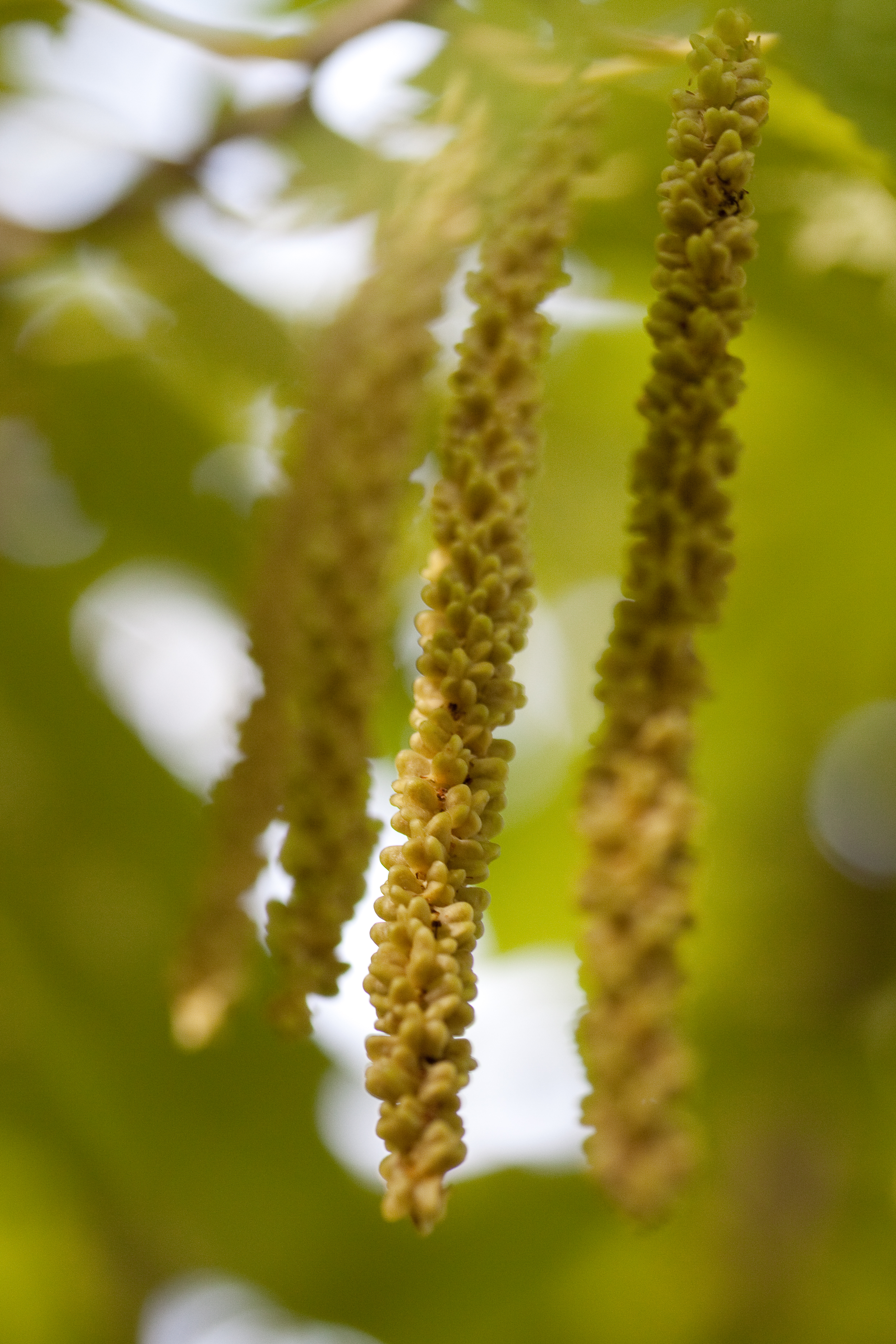
Junger Fruchtstand von Tetracentron sinense

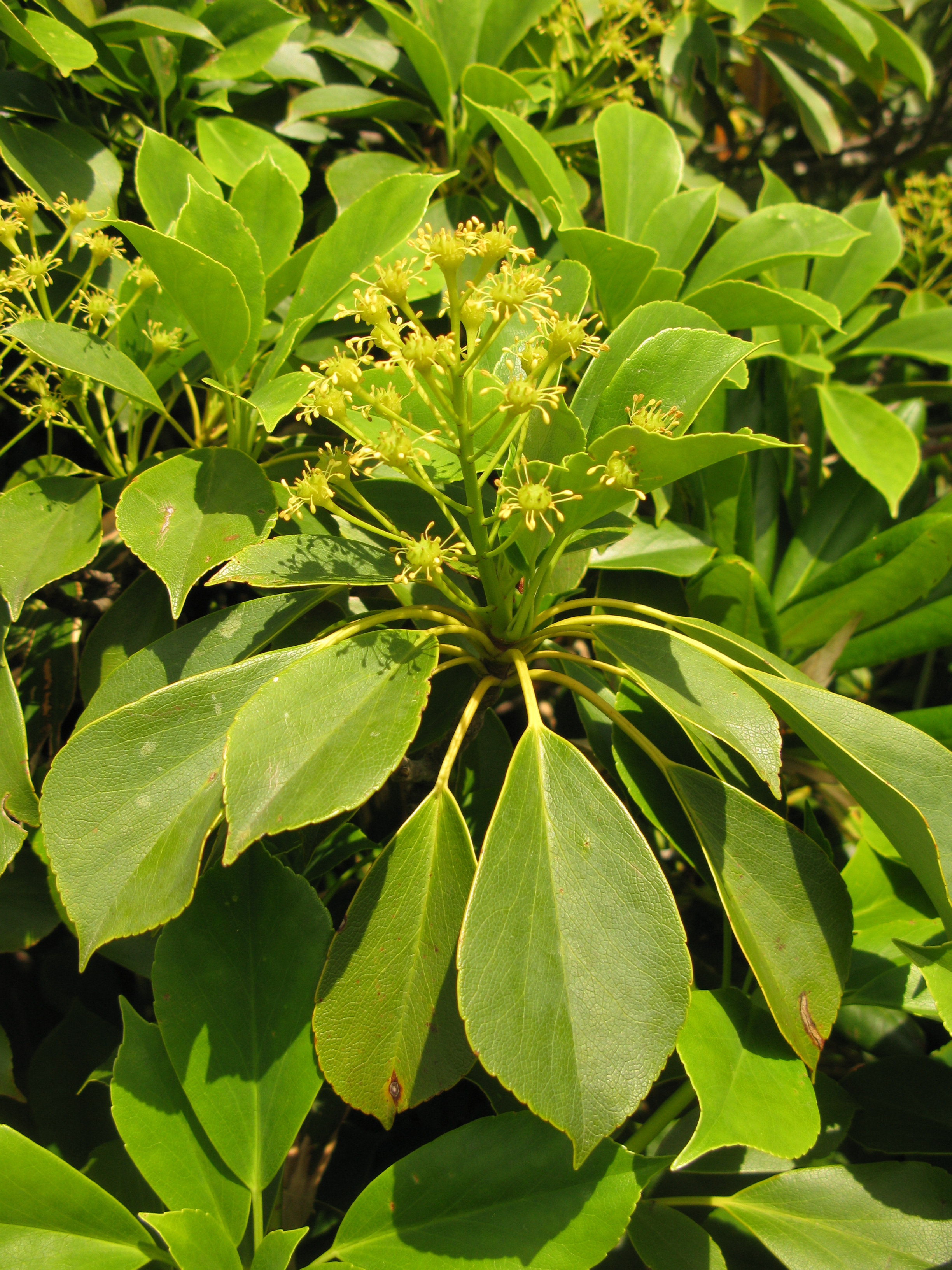
Endständiger Blütenstand von Trochodendron aralioides

Die zwei Arten wachsen als immergrüne Bäume oder Sträucher und erreichen Wuchshöhen von bis zu 15 Metern. Das Holz der Trochodendraceae besitzt keine Tracheen. Die Rinde der Zweige ist grau-braun. Nebenblätter sind vorhanden. 
In Blütenständen stehen die Blüten zusammen. Die zwittrig Blüten sind bei den zwei Gattungen sehr unterschiedlich; bei Tetracentron sind sie vierzählig. Es sind nur vier (Tetracentron) oder keine bis fünf (Trochodendron) Blütenhüllblätter vorhanden. Bei Tetracentron sind vier und bei Trochodendron viele mehr oder weniger spiralig angeordnete Staubblätter vorhanden. Bei Tetracentron sind 4 und bei Trochodendron meist 6 bis 11 (4 bis 17) oberständige  Fruchtblätter vorhanden, die nur seitlich verwachsen sind. Es werden Sammelfrüchte aus 4 bis 17 Balgfrüchten gebildet.

## Systematik und Verbreitung
Die Trochodendraceae sind die einzige Familie der Ordnung Trochodendrales. Diese stehen innerhalb der Kerneudikotyledonen relativ basal.
Die Familie enthält nur zwei monotypische Gattungen: 
- Tetracentron Oliv.:
  - Tetracentron sinense Oliv.: Es ist eine Baumart aus Zentral- und Westchina (in den Provinzen: südlichen Gansu, Guizhou, südwestlichen Henan, westlichen Hubei, nordwestlichen and südwestlichen Hunan, südlichen Shaanxi, Sichuan, südlichen und südöstlichen Xizang und Yunnan). Aber auch im nördlichen Myanmar (Birma), östlichen Nepal, Bhutan, nordöstlichen Indien und nördlichen Vietnam wurden natürliche Bestände entdeckt. Er wächst entlang von Strömen und an Waldrändern von Lorbeerwäldern oder halbimmergrünen Wäldern in Höhenlagen zwischen 1100 und 3500 Meter.
- Trochodendron Siebold & Zucc.:
  - Trochodendron aralioides Siebold & Zucc.: Er wächst als Baum oder Strauch in den Lorbeerwäldern Taiwans, des südlichen Koreas und auf den südlichen japanischen Inseln in Höhenlagen zwischen 300 und 2700 Meter.